# Східна Пруссія (провінція)

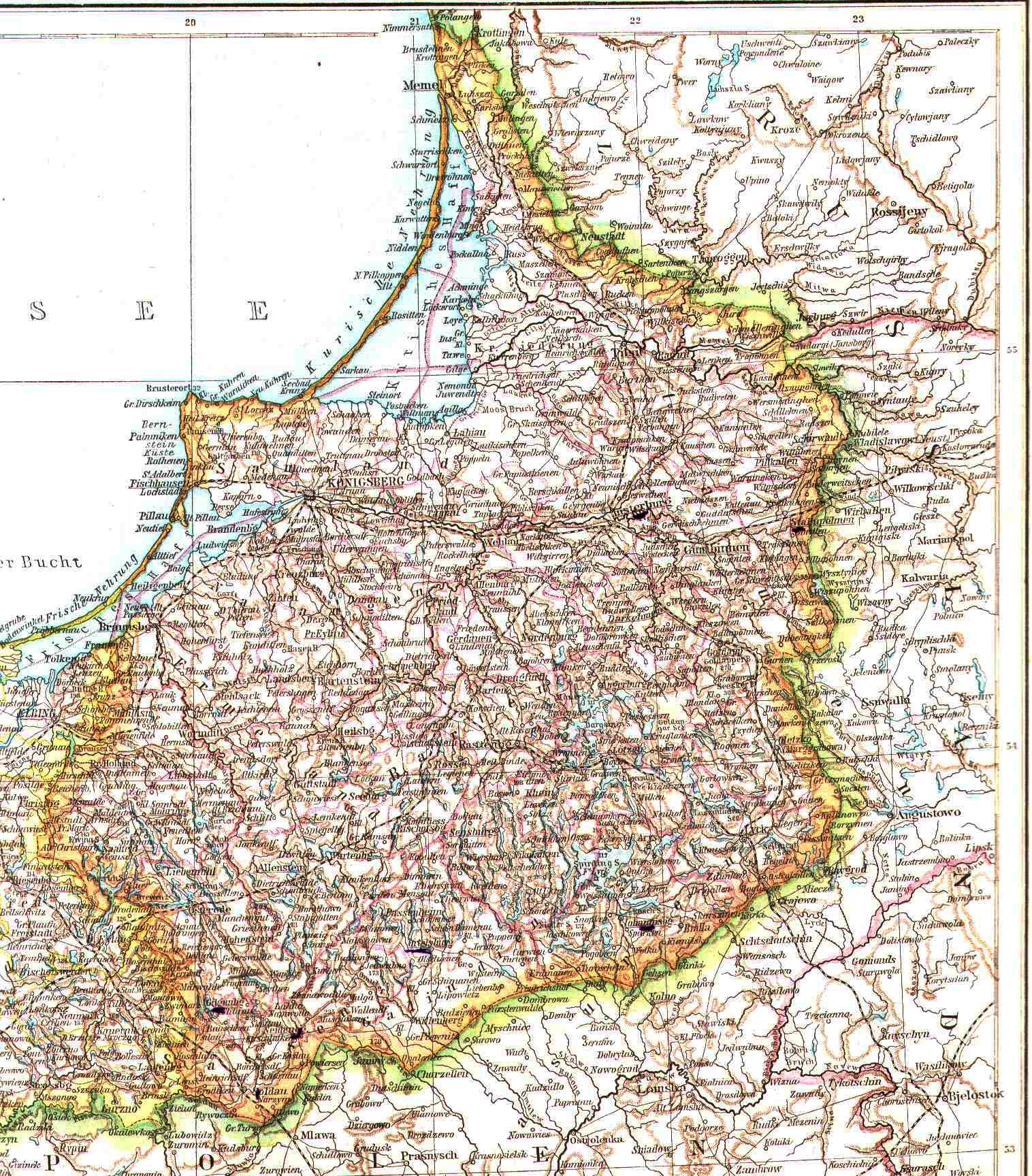
Карта Східної Пруссії. 1881 р.

Східна Пруссія (нім. Ostpreußen) — провінція Прусського королівства. Колишній член Північнонімецького союзу, вважалася «житницею» (нім. Kornkammer) Німецької імперії.
За рішенням Потсдамської конференції Пруссію ліквідували як державне утворення. Східну Пруссію розділили між Радянським Союзом і Польською республікою. До складу Радянського Союзу разом із столицею Кенігсбергом (перейменовано в Калінінград) увійшло більше третини (17 757 км²) Східної Пруссії, на території яких створили Калінінградську область РРФСР (15 100 км²), а невелику частину — 2 657 км², що включала частину Куршської коси і місто Клайпеда з околицями — т.з. Клайпедський край, передали Литовській РСР. Більше половини Східної Пруссії відійшло Польській республіці — близько 19 236,9 км², що приблизно збігається з Вармінсько-Мазурським воєводством.

## Історія

### Від католицької чернечої держави до протестантського князівства
На запрошення князя Конрада Мазовецького в XIII столітті Тевтонський Орден займає Пруссію та створює духовно-лицарський орден для управління завойованими пруссами. Лицарська експансіоністська політика привела їх до конфлікту із знов возз'єднаним Королівством Польським і залучило його в декілька війн, внаслідок чого під час Великої війни, об'єднаною армією Польщі і Литви, підкріпленою чеськими найманцями, Тевтонському ордену було завдано поразку в Грюнвальдській битві.

## Адміністративний поділ
- Браунсберзький повіт